# Parafia Najświętszej Maryi Panny Królowej Polski w Łodzi
Parafia pw. Najświętszej Maryi Panny Królowej Polski w Łodzi – parafia rzymskokatolicka w dekanacie Łódź-Radogoszcz archidiecezji łódzkiej. 
Przy parafii swoją działalność prowadzą: Żywa Róża, Chór Parafialny, Schola Dziecięca, krąg biblijny. Znajduje się tu także diecezjalne Centrum Ruchu Światło-Życie.

## Historia
Parafię erygował ordynariusz łódzki bp Józef Rozwadowski 15 lutego 1983 roku. Kościół został wybudowany w latach 1990–2000, według projektu architekta Mirosława Rybaka. Poświęcony 15 października 2000 r. przez abpa Władysława Ziółka. Murowana plebania została wybudowana w latach 1986–1988. 

## Proboszczowie
- ks. Jan Szadkowski (1983–2020)[2].
- ks. Marcin Majsik (od lipca 2020)